# Leptolophus franzeni
Leptolophus franzeni foi uma espécie de cavalo primitivo que viveu no Eoceno do Paleogeno da Era Cenozoica, ele viveu na Espanha junto de outras espécies de cavalos primitivos.

## Descrição
Ele foi encontrado junto de outro cavalo primitivo batizado de (Leptolophus cuestai) que foi encontrado na mesma localização, na Espanha. O animal é da família de cavalos primitivos (Palaeotheriidae), mas este cavalo é um dos mais antigos.[carece de fontes?]